# Liste des manoirs du pays de Caux
Pour un article plus général, voir Pays de Caux.
La proximité de la capitale, la qualité des terres cauchoises ont attiré beaucoup de nobles. Ceci explique la présence de très nombreux châteaux et manoirs, qui présentent une grande diversité et une grande qualité architecturale.

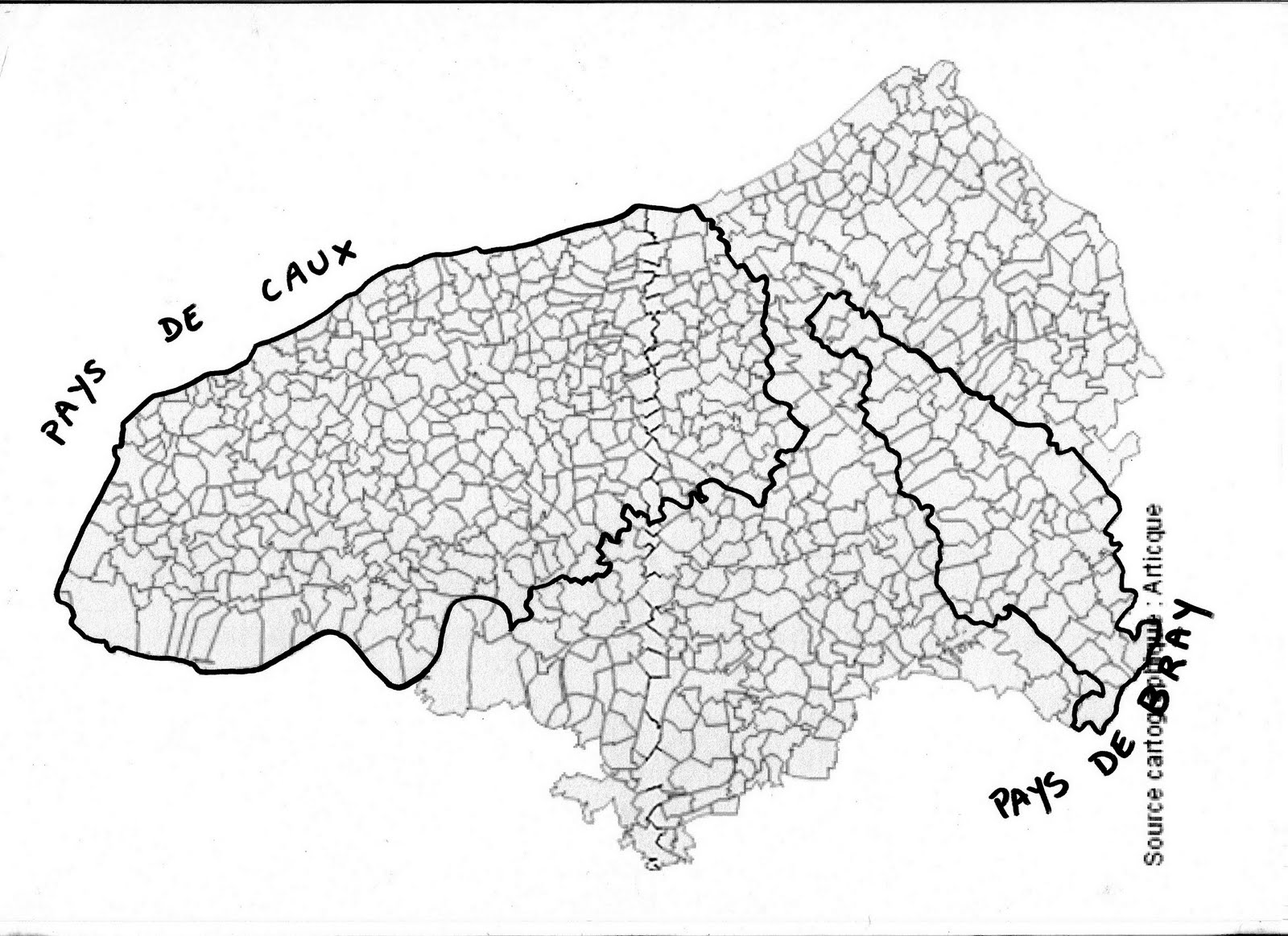
Les limites du pays de Caux (suivant Georges Lecarpentier, Jules Sion et Raymond Mensire).

## Dans le pays de Caux
Toujours très bien entretenues, ces propriétés sont pratiquement toutes habitées, généralement visibles de la route, et certaines se visitent.

### DuXeauXVesiècle

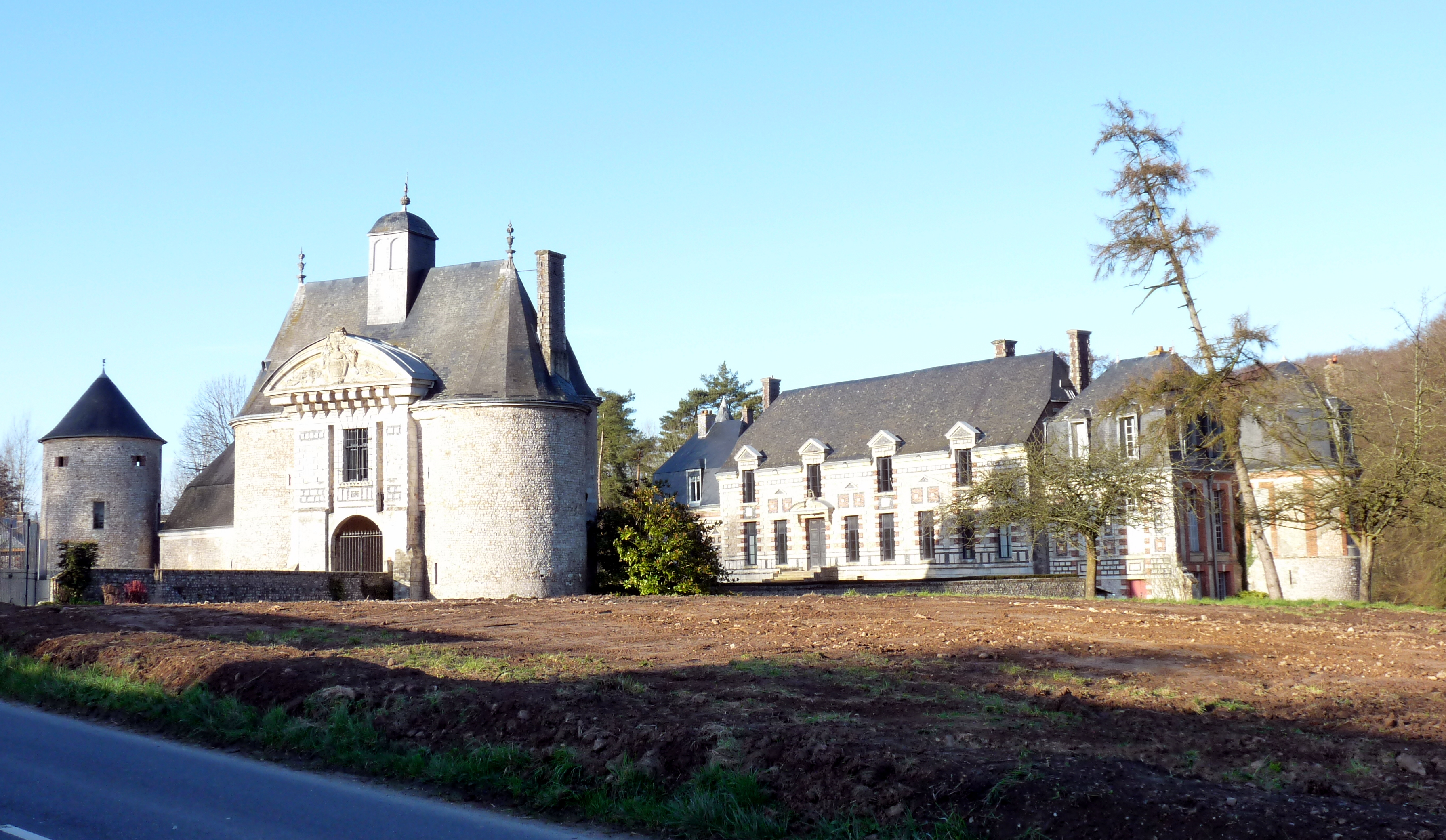
Château du Bec-Crespin, Saint-Martin-du-Bec,

- Palais ducal de Fécamp, Fécamp, Xe siècle.
- Château de Lillebonne, Lillebonne, Xe siècle.
- Château de Longueville, Longueville-sur-Scie, XIe siècle.
- Château d'Arques-la-Bataille, Arques-la-Bataille, 1040-1045.
- Château de Valmont, Valmont, XIe au XVIe siècle.
- Manoir du Catel, Écretteville-lès-Baons, 1270. Clos-masure
- Manoir d'Estouteville, Les Loges, XIIe et XVe siècles, 49° 41′ 53,72″ N, 0° 16′ 52,56″ E. Notice no PA00100736
- Château du Bec-Crespin, Saint-Martin-du-Bec, XIIe et XVIe siècles.
- Château de Tancarville, Tancarville, XIIe au XVIIIe siècle.
- Château d'Orcher, Gonfreville-l'Orcher, XIIe au XIXe siècle.
- Manoir de Betteville, Saint-Martin-de-l'If, XIVe siècle. Clos-masure
- Manoir de Commanville, Cany-Barville, XIVe et XVe siècles, 49° 46′ 10,71″ N, 0° 39′ 04,05″ E. Notice no IA00022689
- Château d'Imbleville, ou Château du Vivier, ou Château de la Couture, ou Manoir de Bimorel. Imbleville, 1491.
- Vieux château de Goderville, Goderville, XVe siècle
- Manoir d'Auzouville-sur-Saâne, Auzouville-sur-Saâne, XVe et XVIe siècles.
- Manoir de Caumare, Foucart, XVe et XVIe siècles, 49° 36′ 58,73″ N, 0° 35′ 30,81″ E.
- Manoir de Vitanval, Sainte-Adresse, XVe et XVIe siècles.
- Château d'Auberville, Auberville-la-Manuel, XVe et XVIe siècles.

### XVIesiècle
- Manoir d'Auffay, Oherville, début XVIe siècle.
- Manoir des Portes, Bernières, début XVIe siècle. Clos-masure
- Manoir de la Mare-aux-Roseaux, Foucart, XVIe siècle, 49° 36′ 50,14″ N, 0° 34′ 52,84″ E.
- Manoir de l'Écluse, Criquetot-l'Esneval, début XVIe siècle.
- Manoir de Reauté, Montivilliers, XVIe siècle, 49° 33′ 23,17″ N, 0° 09′ 34,63″ E.
- Manoir de la Brunetière, Bretteville-du-Grand-Caux, XVIe siècle, 49° 39′ 52,09″ N, 0° 23′ 39″ E.
- Château de Grosmesnil, Saint-Romain-de-Colbosc, XVIe siècle, 49° 31′ 05,99″ N, 0° 20′ 48,06″ E.
- Château d'Arnouville, Ermenouville, XVIe siècle.
- Manoir d'Hautot-Mesnil, Montreuil-en-Caux, XVIe siècle.
- Maison forte du Bois-Rozé, Bénarville, XVIe siècle.
- Manoir de Vertot, Bennetot, XVIe siècle. Clos-masure
- Manoir de Cailletot, Bolbec, XVIe siècle.
- Manoir de Rebomare, Gommerville, XVIe siècle.
- Château de Beuzeville-la-Grenier, Beuzeville-la-Grenier, XVIe siècle.
- Château du Boscol, Héricourt-en-Caux, XVIe siècle.
- Manoir de Bourdemare, Manneville-la-Goupil, XVIe siècle. Clos-masure
- Château de Durdan, Bernières, XVIe siècle. Notice no IA76000679
- Manoir du Quesnay, Bernières, XVIe siècle. Notice no IA76000681
- Manoir de Sénitot appelé aussi manoir de Bévilliers, Gonfreville-l'Orcher, 1528.
- Manoir d'Ango, Varengeville-sur-Mer, 1530-1545.
- Manoir de la Bouteillerie, Rouelles, Le Havre, 1531, colombier de 1631.
- Maison Henri IV, Saint-Valery-en-Caux, 1540.
- Château de Bailleul, Angerville-Bailleul, 1543.
- Château de Miromesnil, Tourville-sur-Arques, 1590.
- Château de Filières, Gommerville (Seine-Maritime), 1599.
- Manoir du Clap, La Cerlangue, fin XVIe siècle, début XVIIe siècle.
- Manoir du Hanouard, Le Hanouard, fin XVIe siècle, début XVIIe siècle.
- Manoir de Sainte-Marguerite-sur-Mer : colombier du Manoir Sainte-Marguerite-sur-Mer, fin XVIe siècle, début XVIIe siècle.

### XVIIesiècle

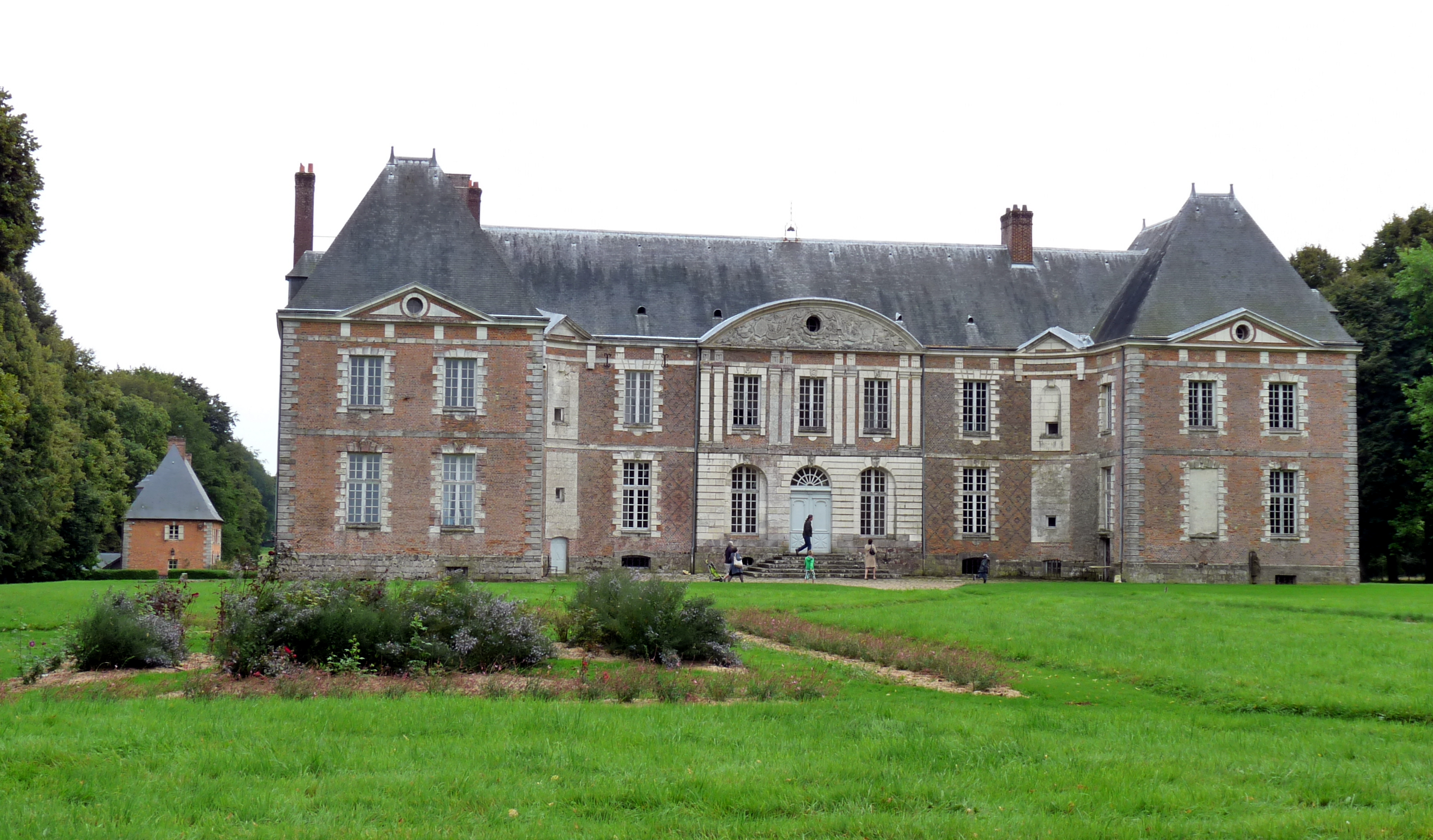
Château de Bosmelet, Auffay, 1632

- Orangerie du château de Motteville, Motteville, début XVIIe siècle.
- Château du Val-d'Arques, Saint-Eustache-la-Forêt, début XVIIe siècle.
- Château d'Herbouville, Saint-Pierre-le-Vieux, début XVIIe siècle.
- Manoir de Mentheville, Mentheville, début XVIIe siècle.
- Château du Mesnil-Geoffroy, Ermenouville, XVIIe siècle.
- Château de Valliquerville, Valliquerville, XVIIe siècle. Notice no IA00020465  - Clos-masure
- Château du Grand Daubeuf, Daubeuf-Serville, XVIIe siècle.
- Château de Pleinbosc, Étoutteville, XVIIe siècle.
- Château de Villequier, Villequier, XVIIe siècle.
- Château de Montigny, Les Cent-Acres, XVIIe siècle.
- Château de Crasville-la-Rocquefort, Crasville-la-Rocquefort, XVIIe siècle.
- Château de Saint-Aubin-sur-Mer, Saint-Aubin-sur-Mer, XVIIe siècle.
- Château de la Sainte-Trinité, hameau de Bosc-le-Comte, Saint-Pierre-le-Vieux, 1693. Notice no IA00058894
- Château de Silleron, Angiens, 1602.
- Manoir de la Pailleterie, Rouville (Bielleville), 1602.
- Château de Janville, Paluel, 1610.
- Manoir du Fay, Yvetot, 1613 : clos-masure
- Manoir de Roquefort, Angiens, 1615
- Château de la Guerche, Villequier, 1627.
- Château de Bosmelet, Auffay, 1632.
- Château de Cany, Cany-Barville, 1640
- Château de Galleville, Doudeville, 1678.
- Château d'Anglesqueville-les-Murs, Saint-Sylvain, 1694.
- Château d'Ouville, Ouville-l'Abbaye, XVIIe et XVIIIe siècles.

### Depuis leXVIIIesiècle

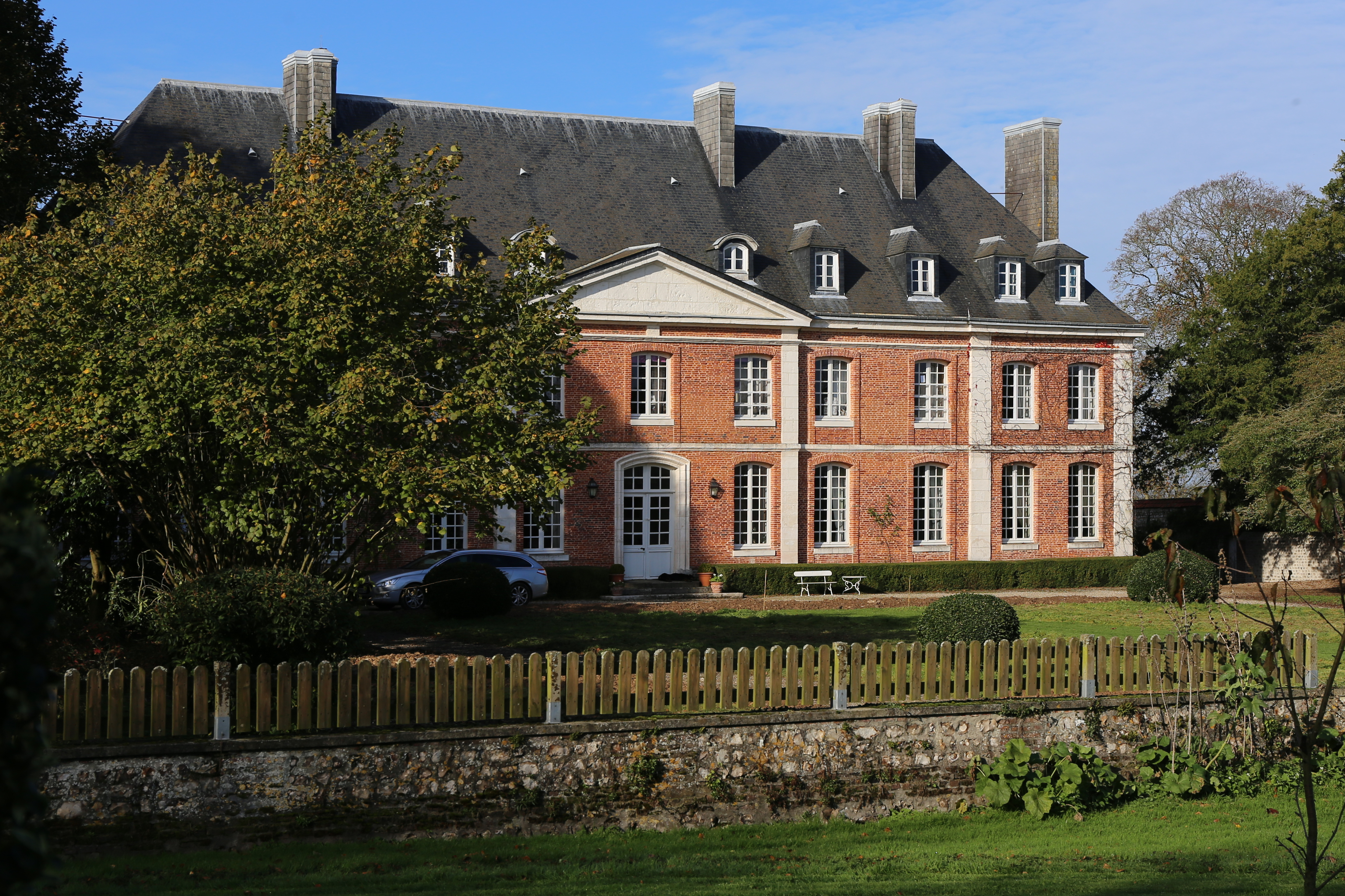
Château de Cuverville, Cuverville, 1730.

- Château de Saint-Victor, Ancretiéville-Saint-Victor, début XVIIIe siècle.
- Château de Cuverville, Cuverville, 1730.
- Château de Bretteville, Bretteville-Saint-Laurent, 1730.
- Château du Vaudroc, Limpiville, 1746.
- Château de Grosfy, Hugleville-en-Caux, vers 1750. Notice no IA00020560
- Château de Bertheauville, Paluel, 1752. Notice no IA00022634
- Château de Trébons, Grainville-Ymauville, 1767.
- Château de Sassetot, Sassetot-le-Mauconduit, 1772.
- Château de Saint-Eustache, Saint-Eustache-la-Forêt, 3e quart du XVIIIe siècle.
- Château d'Éprémesnil, Le Havre-Rouelles, XIXe siècle - Colombier du XVIIIe siècle.
- Château de Gueures, Gueures, fin XVIIIe siècle.
- Villa La Guillette ou villa Guy de Maupassant, Étretat, XIXe siècle.
- Château de Bénouville, Bénouville, XIXe siècle.
- Le Clos Lupin, Étretat, vers 1850.
- Château des Aygues, Étretat, 1866.
- Manoir Laurens, Yport, 1872.
- Château d'Hugleville, Hugleville-en-Caux, vers 1890. Notice no IA00020563
- Château de Gruville, Contremoulins, 4e quart du XIXe siècle.
- Château de la Picotière, Saint-Gilles-de-Crétot, 4e quart du XIXe siècle.
- Manoir des Moutiers, Varengeville-sur-Mer, 4e quart du XIXe siècle, début XXe siècle.
- Château de Varengeville-sur-Mer, Varengeville-sur-Mer, 4e quart du XIXe siècle.
- Château des Hogues, Saint-Léonard, début XXe siècle.
- Manoir de l'Église, ancienne villa la Palette, Varengeville-sur-Mer, 2e quart du XXe siècle.
- Maison d'Albert Roussel et Jardin du Vasterival, Sainte-Marguerite-sur-Mer, XXe siècle.

## Autres
Manoirs et châteaux souvent présentés comme cauchois, mais situés au-delà du territoire cauchois.
- Manoir de la Vigne ou manoir d'Agnès Sorel, XIIIe siècle, dernière demeure d'Agnès Sorel, au Mesnil-sous-Jumièges
- Château d'Ételan, Saint-Maurice-d'Ételan, 1494.
- Manoir de Villers, Saint-Pierre-de-Manneville, XVIe siècle
- Château du Taillis, Duclair, 1530.
- Château de la Rivière-Bourdet, Quevillon, XVIIe siècle
- Château d'Yville, Yville-sur-Seine, XVIIIe siècle.